# Face Swap
Als Face Swap bzw. Face Swapping (auch Gesichtertausch) bezeichnet man das digitale Tauschen von zwei Gesichtern untereinander. Das Gesicht wird dann auf dem Körper des anderen angezeigt.

## Anwendung
In der Bildbearbeitung und Videobearbeitung werden Technologien wie das Morphing benutzt, um einen Face Swap zu erzielen. Hierbei kann es sich zum Beispiel um eine Parodie zweier Persönlichkeiten bzw. lustige Montagen handeln, die im Internet veröffentlicht werden soll.
Weiterhin gibt es die Möglichkeit durch Algorithmen Gesichter auszutauschen. Anwendungen die eine Webcam oder Handy-Kamera benutzen, nutzen solche Funktionen zum Zweck der Unterhaltung. Dabei wird die Vertauschung auf dem Bildschirm angezeigt und kann meist live oder als Foto bzw. Video übertragen werden. Die Gesichtserkennung ermittelt einzelne Bildpunkte der Personen. Bekanntestes Beispiel ist die mobile App Snapchat.
Wird eine künstliche Intelligenz (z. B. DeepFaceLab) verwendet, um solche Fälschungen zu erzeugen, wird auch von Deepfake gesprochen. Auch wenn diese Bilder nicht echt sind, sind allerdings bei deren Verbreitung ebenfalls geltende Rechte, wie das Persönlichkeitsrecht zu berücksichtigen.
Es existieren frei zugängliche Online-Plattformen, die das Durchführen von Face Swapping im Browser ermöglichen. Ein Beispiel ist dailyfakes.com, das eine automatisierte Gesichtstausch-Funktion bereitstellt.